# Ruuhijärvi (sjö i Kajanaland, lat 64,25, long 28,08)
Ruuhijärvi är en sjö i Finland. Den ligger i kommunen Sotkamo i landskapet Kajanaland, i den centrala delen av landet, 500 km norr om huvudstaden Helsingfors. Ruuhijärvi ligger 168 meter över havet. Arean är 46,8 hektar och strandlinjen är 3,6 kilometer lång. Sjön  ingår i Uleälvens huvudavrinningsområde. 